# Kevin Hamilton
Kevin Bernard Hamilton jr. (Queens, 2 maggio 1984) è un cestista statunitense con cittadinanza portoricana.